# لهجه‌های منطقه‌ای انگلیسی
انگلیسی گفتاری در مناطقی که زبان غالب آن است، تنوع زیادی را نشان می‌دهد. به عنوان مثال، بریتانیا دارای بیشترین تنوع لهجه در بین هر کشوری در جهان است و بنابراین هیچ «لهجه انگلیسی» واحدی وجود ندارد. این مقاله مروری بر تغییرات قابل شناسایی متعدد در تلفظ ارائه می‌دهد. چنین تمایزاتی معمولاً از فهرست آوایی گویش‌های محلی و همچنین از تفاوت‌های گسترده‌تر در انگلیسی معیار جمعیت‌های مختلف زبان اصلی ناشی می‌شوند.
لهجه بخشی از گویش است که مربوط به تلفظ محلی است. واژگان و دستور زبان در فهرست گویش‌های انگلیسی توصیف شده‌اند. انگلیسی‌زبانان ثانویه تمایل دارند آهنگ و واج زبان مادری خود را در گفتار انگلیسی منتقل کنند. برای جزئیات بیشتر در این مورد، تلفظ‌های غیربومی انگلیسی را ببینید.
انگلیسی‌زبانان اولیه تنوع زیادی از نظر لهجه‌های منطقه‌ای نشان می‌دهند. مثال‌هایی مانند انگلیسی هلندی پنسیلوانیا به راحتی با ویژگی‌های کلیدی شناسایی می‌شوند، اما برخی دیگر مبهم‌تر هستند یا به راحتی گیج‌کننده هستند. مناطق وسیع می‌توانند دارای زیرگونه باشند. به عنوان مثال، شهرهایی که کمتر از ۱۰ مایل (۱۶ کیلومتر) از شهر منچستر فاصله دارند (مانند بولتون، اولدهام، روچدیل و سالفورد) هر کدام دارای لهجه‌های متمایز هستند که همه آنها تحت لهجه لنکشری با هم گروه‌بندی می‌شوند. این گویش‌های فرعی بسیار شبیه به یکدیگر هستند، اما شنوندگان غیرمحلی می‌توانند تفاوت‌های ثابت را تشخیص دهند. در طرف دیگر طیف، استرالیا دارای لهجه عمومی استرالیایی است که در طول هزاران مایل تقریباً بدون تغییر باقی می‌ماند.
لهجه‌های انگلیسی می‌توانند به اندازه کافی متفاوت باشند تا جایی برای هم سوء تفاهم ایجاد کنند. به عنوان مثال، تلفظ «مروارید» (pearl) در برخی از گونه‌های انگلیسی اسکاتلندی می‌تواند مانند واژه کاملاً نامرتبط «گلبرگ» (petal) برای یک آمریکایی باشد.